# Gilbert Van Manshoven
Gilbert Van Manshoven, född 26 maj 1946 i Rijkel, död 10 mars 2019 in Tongeren, var en friidrottare från Belgien. Han deltog vid olympiska sommarspelen 1968.